# Gosbank

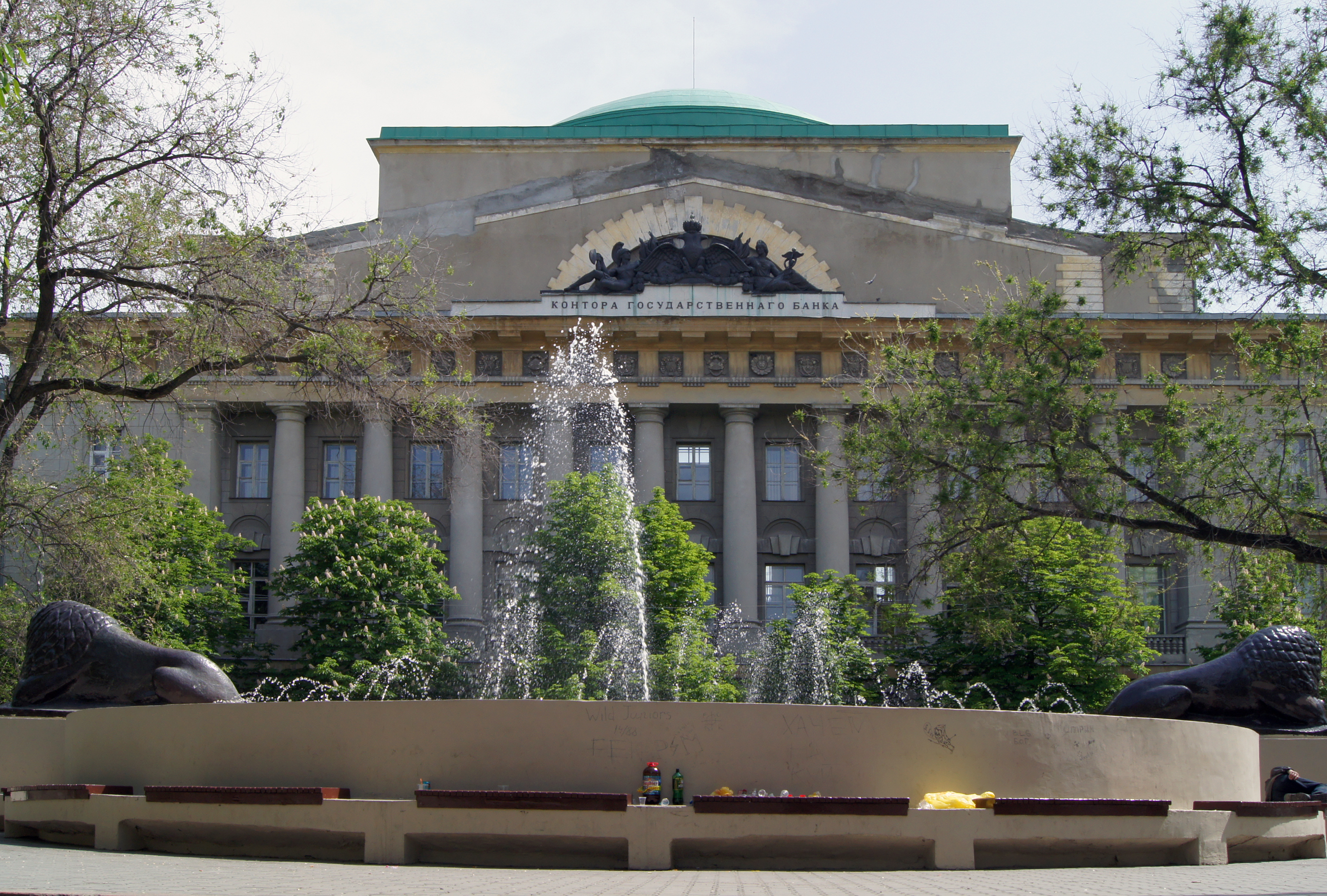
Voormalig Gosbankgebouw in Rostov aan de Don

Gosbank (Russisch: Госбанк, Государственный банк СССР – de Staatsbank van de USSR) was de centrale bank van de Sovjet-Unie en de enige bank van dat land vanaf de jaren 1930 tot aan het jaar 1987. Gosbank was samen met Gosplan (de Staatsplanningscommissie) en Gossnab (de Staatscommissie voor materieel-technische Voorziening) een van de drie economische Sovjetautoriteiten. De Gosbank werkte nauw samen met het Ministerie van Financiën van de Sovjet-Unie bij het opstellen van de overheidsbegroting.

## Oprichting
Het ontstaan van de bank was onderdeel van de Nieuwe Economische Politiek. Op 3 oktober 1921 nam het Heel-Russisch Centraal Uitvoerend Comité een resolutie aan voor het oprichten van de Staatsbank  van de Russische Socialistische Federatieve Sovjetrepubliek. Hierop volgde een soortgelijke resolutie die op 10 oktober 1921 werd aangenomen door de Raad van Volkscommissarissen. De bank begon zijn werkzaamheden op 16 november 1921 en werd in 1923 omgevormd tot Staatsbank van de USSR. Het kwam onder de jurisdictie van het Ministerie van Financiën te staan.

## Activiteiten
De Sovjet-Unie gebruikte Gosbank in de eerste plaats als een hulpmiddel om gecentraliseerde controle op de industrie mogelijk te maken. Bankbalansen en transactiegeschiedenissen werden gebruikt om te kijken of de activiteiten van individuele bedrijven overeenkwamen met de vijfjarenplannen en richtlijnen van de overheid. Gosbank handelde niet als commerciële bank met winstoogmerk, maar in beginsel als instrument voor het opleggen van overheidsbeleid. In plaats van het onafhankelijk en onpartijdig beoordelen van de kredietwaardigheid van een kredietnemer, leende Gosbank geld uit aan door de centrale overheid gekozen individuen, groepen en industrieën.
Gosbank kende twee soorten geldstromen, een van bankbiljetten (nalichnye) en een van overboekingen op bankrekeningen (beznalichnye). De bankbiljetten was de kleinste geldstroom en was bijna uitsluitend voor particulier gebruik. Bedrijven betaalden de lonen uit en dit papiergeld werd weer gebruikt in winkels voor aankopen of werd gespaard. De tweede geldstroom was veel groter en bestond uit betalingen en ontvangsten tussen bedrijven onderling, tussen overheidsorganisaties of tussen de overheid en bedrijven. Het geld was een slechts een mutatie op een bankrekening, een administratieve handeling, en kon niet worden opgenomen.
Gosbank had ook een aantal buitenlandse banken in handen, dit ter ondersteuning van de buitenlandse handel en van Russische bedrijven die actief waren buiten de landsgrenzen. Het had meerderheidsbelangen in banken zoals de Moscow Nardony Bank of London, Banque Commerciale de L'Europe du Nord of Eurobank in Parijs, Ost-West Handelsbank in Frankfurt en Wozchod Handelsbank in Zürich en minderheidsbelangen van 49% in East-West United Bank of Luxembourg en Donau Bank in Wenen. Deze banken speelden ook een rol in de financiering van communistssche partijen buiten de Sovjet-Unie.

## Herstructurering
Onderdeel van Michail Gorbatsjovs Perestrojkaprogramma was een belangrijke herstructurering van het bankwezen. Gosbank werd de centrale bank van de Sovjet-Unie en werd verantwoordelijk voor het monetaire beleid. De bancaire contacten met het bedrijfsleven werden verbroken. Veel van de gewone bankkantoren werden afgestoten en Gosbank behield alleen vestigingen in de grote steden van alle Sovjet republieken. Het kreeg de vrijheid de rente te bepalen, maar dit in overleg met het Ministerie van Financiën en Gosplan. De reeds bestaande buitenlandse handelsbank Vnesjtorgbank, later is de naam gewijzigd in Vnesjekonombank, en de spaarbank Sberbank bleven onder Gosbank vallen.
Het bancaire contact met de bedrijven werd overgenomen door drie nieuwe banken, Promstrojbank (USSR Bank voor Industriële Bouw), Zjilstrojbank (USSR Bank voor Woningbouw) en Agrobank (USSR Landbouwbank). Ze kregen het geld van Gosbank, maar ze kregen niet de ruimte om zelf hun rentetarieven te bepalen of hun eigen beleid te voeren ten aanzien van kredietverlening aan het bedrijfsleven. Het resultaat was een extra bureaucratische laag zonder dat enige vorm van marktwerking voor het bedrijfsleven werd geïntroduceerd. 
In mei 1988 werd de wet aangenomen die de mogelijkheid opende voor de oprichting van coöperaties. Naast de grote staatsbedrijven konden kleine bedrijven worden opgericht om zo beter in de behoeften van de Russische burgers te voorzien. De grote bestaande banken schuwden deze coöperaties en daarom werden eigen banken opgericht om aan kapitaal te komen en betalingen te doen en te ontvangen. Per jaareinde 1988 waren er al 77 coöperatieve en commerciële banken. In januari 1989 publiceerde Gosbank pas de eerste voorwaarden om een bank te kunnen oprichten, het benodigde kapitaal voor een commerciële bank was bepaald op 5 miljoen roebel en voor een coöperatieve bank op 500.000 roebel. Dit waren geen grote bedragen en in augustus 1990 was het aantal banken gestegen naar 358. Veel van de banken waren in handen van Gosbank en de andere grootbanken, grote staatsbedrijven en overheidsorganisaties. Op 1 september 1990 waren er in de Sovjet-Unie in totaal 62.000 bankkantoren, waarvan Sberbank met bijna 57.000 vestigingen de allergrootste was, en zo'n 400 coöperatieve en commerciële banken.
Medio 1990 maakte Rusland zich deels los uit de Sovjet-Unie. Gosbank werd opgesplitst over de 15 republieken. In Rusland ging de bank verder als de Centrale Bank van Rusland, een proces wat met het uiteenvallen van de Sovjet-Unie per eind 1991 werd afgerond.